# Maxwell Gray
Mary Gleed Tuttiett, née le 11 décembre 1846 et morte le 21 septembre 1923, mieux connue sous le nom de plume Maxwell Gray, est une romancière et poétesse anglaise surtout connue pour son roman de 1886 Le Silence de Dean Maitland (en).

## Biographie
Tuttiett est née et grandit à Newport, sur l'île de Wight, fille du chirurgien Frank Bampfylde Tuttiett et de son épouse Elizabeth née Gleed.
Bien qu'en grande partie autodidacte, elle fréquente le Queen's College de Londres pour suivre une formation de gouvernante. Au début de l'âge adulte, elle visite Londres, diverses autres régions d'Angleterre et Yverdon-les-Bains en Suisse ; mais pendant la majeure partie de sa vie professionnelle en tant qu'écrivaine, elle souffre d'une maladie débilitante constante due à l'asthme et aux rhumatismes — les rapports la décrivent comme « une invalide confirmée » — qui l'empêchent de quitter son lit pendant plus de deux à trois heures heures par jour. Elle écrit allongée sur un canapé.
Pendant une grande partie de sa vie, elle vit et travaille confinée chez elle à Newport, d'abord à Pyle Street (où des œuvres allant jusqu'à The Last Sentence sont écrites) puis à Castle Road, ne faisant que des déplacements occasionnels en calèche ou en fauteuil roulant. Lors d'un de ces voyages, elle rend visite à l'écrivain américain Wolcott Balestier (en), dont la sœur épousa Rudyard Kipling, alors que lui et sa famille séjournaient à Blackgang. Son roman de 1893, The Last Sentence, est dédié à Balestier après sa mort prématurée.
Elle est fortement intéressée par les droits des femmes, étant l'une des nombreuses écrivaines qui déposent une pétition en faveur du projet de loi sur le droit de vote des femmes et de tels thèmes apparaissent dans un certain nombre de ses romans.
Après la mort de son père en 1895, elle s'installe à West Richmond, restant à Londres jusqu'à sa mort en 1923, à l'âge de 76 ans, à Ealing. En 2023, l'Oxford Dictionary of National Biography l'inclus, Mrs. Disney Leith (en), Jean Middlemass (en), Florence L. Barclay, Gabrielle Wodnil (en) et Bessie Marchant (en) dans de nouvelles biographies de onze écrivaines victoriens qui ont attiré l'attention des universitaires,.

## Travaux
Mary Tuttiett commence sa carrière littéraire en contribuant à des essais, des poèmes, des articles et des nouvelles dans divers périodiques dont Atalante.
Son premier roman, The Broken Tryst, est publié en 1879 avec des critiques tièdes, mais Tuttiett connait un succès critique et populaire avec The Silence of Dean Maitland de 1886 (« une histoire puissante et impressionnante, appréciée à la fois par la critique et par le public »). Cela raconte l'histoire d'un homme d'Église qui met une jeune femme enceinte et tue son père dans une bagarre, puis permet l'emprisonnement injustifié de son ami pour homicide involontaire. A la veille de son accession au rang d'évêque, il est contraint d'affronter sa culpabilité lorsque cet ami revient, libéré de prison avec permission.
Le lecteur de l'éditeur Kegan Paul, Alfred Chenevix Trench, pense d'abord que The Silence of Dean Maitland est « un peu trop peu orthodoxe » pour sa clientèle religieuse, mais en deuxième lecture, il décide qu'il est « trop beau pour le refuser ». La publication donne lieu à de nombreuses spéculations sur la paternité, y compris des théories selon lesquelles il aurait été écrit par un ecclésiastique bien connu ou par la fille de l'archevêque de Canterbury. Le poète Tennyson fait l'éloge du livre alors qu'il se rend à Newport pour rencontrer Miss Tuttiett, car sa maladie l'empêche de lui rendre visite dans sa maison d'hiver près de Freshwater.
En 1910, The World's Greatest Books, d'Arthur Mee et JA Hammerton, disent du Silence of Dean Maitland qu'il a immédiatement et définitivement établi son nom au premier rang des romanciers vivants. La nécrologie du Times décrit globalement ses œuvres comme « caractérisées par une grâce et un charme délicats, et suggéraient généralement un objectif sérieux, mais on ne peut jamais dire qu'elle a égalé son premier succès ».
The Silence of Dean Maitland devient une pièce de théâtre à succès et est adapté au cinéma trois fois : en 1914 par Raymond Longford, en 1915 (sous le titre Sealed Lips) par John Ince et en 1934 en Australie par Ken G. Hall sous le titre The Silence of Dean Maitland. The Reproach of Annesley est filmé en 1915 et The Last Sentence en 1917.